# Franco Bagutti
Franco Bagutti (Piacenza, 6 aprile 1943) è un musicista e compositore italiano.
È fondatore dell'omonima orchestra e della casa editrice "Bagutti Edizioni Musicali" ad oggi leader nel settore del ballo liscio e della musica popolare. Calice amaro, Il pagliaccio, Viso d'angelo, Amore dimmelo, Madonnina dai riccioli d'oro, Luna innamorata ed Eravamo in 19 sono alcuni brani incisi dall'orchestra.

## Biografia

### Gli inizi
Dopo gli studi al conservatorio di Piacenza in pianoforte e contrabbasso, tiene concerti all'estero col maestro Russato, suo insegnante e primo contrabbasso dell'Orchestra del Teatro alla Scala. Alla fine degli anni '60 entra nel complesso guidato dal maestro Vitali, inizia alcune collaborazioni in orchestre di musica classica e leggera, che lo portano per alcuni anni in giro per l'Europa e anche in Oriente. Tornato in Italia, inizia a collaborare con l'orchestra del sassofonista Leo Bruni e con quella del maestro Pippo Caruso (futuro "braccio musicale" di Pippo Baudo), fino a fondare nei primi anni '70 il suo primo gruppo musicale: "Il Bagu".
Proprio in quegli anni, apre insieme alla moglie un negozio di strumenti musicali ed inizia con alcuni amici l'attività di suonatore di ballo liscio nelle feste di paese all'aperto. È il 1972 quando la sua passione diventa professione: nasce ufficialmente l'Orchestra Bagutti a Piacenza. Non sono tempi facili per un'orchestra emiliana che voglia insidiare il "primato romagnolo" nel liscio di quegli anni; ma col passare del tempo questa formazione musicale riesce ad affermarsi nel proprio genere.

### Nascita dell'Orchestra Italiana Bagutti
Membri fondatori, accanto al leader, sono gli amici Vittorio Benecchi, Cesare Bisagni, Adriano Corniolo, Luigi Costa, Sergio Mainardi e Fausto Prati. La voce femminile è quella di Lia Costa, prima di una lunga schiera di cantanti destinate a passarsi il testimone all'interno dell'orchestra. Fin dall'inizio, Franco Bagutti ha le idee chiare sul genere da intraprendere: la sua vuole essere un'orchestra da ballo ma anche da ascolto, capace di catturare ogni tipo di pubblico per un intrattenimento a 360 gradi.
Nel 1976 esce il primo album, "Ricordo di casa mia". La fortunata canzone che dà il titolo al disco segna l'inizio della collaborazione di Franco col maestro Umberto Lamberti, autore di molti pezzi dell'orchestra. Quest'ultima, forte di una reputazione ormai consolidata non solo a livello locale, viene invitata dalla Rai al Festival di Pesaro per gareggiare contro i grandi della musica da ballo di quegli anni. Cresce il successo, entrano due nuove voci, Adriano e Daniela, e un fisarmonicista, Walter Losi. Vengono pubblicati altri due album: "Nostalgia di mare" e "Sognando e ballando".

### Anni ottanta
Franco sceglie di inserire nella sua band tre voci soliste femminili affiancate da una maschile. Tra le tre donne figura una giovanissima Marina Fiordaliso, interprete dei brani presenti nel disco del gruppo "Io ho bisogno del mare" e in seguito protagonista di una importante carriera nella musica leggera italiana. Le altre due interpreti sono Patrizia e Daniela. È sempre di questi anni l'arrivo nel team Bagutti di "Chico", trombettista già conosciuto dal grande pubblico per aver partecipato a diverse edizioni del programma Fantastico di Pippo Baudo, e del sassofonista-clarinettista Fabio Arzese.
Esce l'album, "La nave va", che vede, al fianco del maestro Umberto Lamberti e di Franco Bagutti, il debutto come autore del maestro Luciano Cortellini, ancora oggi prezioso collaboratore dell'orchestra.
Dal 1986, intanto, il maestro piacentino ha iniziato ad allargare significativamente la propria attività, gettando la basi della leadership - organizzativa oltre che artistica - che è destinato a esercitare sulla musica da ballo italiana negli anni successivi: nascono infatti le Edizioni Musicali Bagutti, l'Agenzia Teatrale Franco Bagutti e la rivista Sognando & Ballando.
Il 26 ottobre del 1988 l'orchestra sbarca a New York iniziando una serie di serate musicali per le comunità italiane degli Stati Uniti. L'esperienza americana si ripete nel 1993 con una tournée a Chicago.

### Anni novanta
Nei primi anni '90 la musica da ballo italiana sta uscendo dal "ghetto" delle balere e inizia ad attrarre un pubblico più giovane, ma anche più esigente, di quello tradizionale. Per venire incontro a questi nuovi spettatori, il maestro Bagutti amplia e diversifica il repertorio dell'orchestra, affiancando brani pop italiani ed internazionali a valzers, polke, mazurke e tanghi tradizionali.
Intanto, lascia la formazione il fisarmonicista Walter Losi, sostituito da Paolo Bagnasco, ed entrano una nuova voce maschile prima, quella di Omar Codazzi, ed una femminile più tardi, quella di Marianna Lanteri.
Il 13 ottobre del 1998 l'orchestra ha festeggiato il 25º anniversario di fondazione con una serata-concerto eseguita al dancing Studio Zeta di Caravaggio (Bergamo). Per l'occasione, si sono aggiunti al gruppo una big band di ben 40 elementi con sezioni d'archi e di fiati, e gli interpreti che hanno fatto parte della formazione in passato come Lia Costa, Patrizia, Antonella ed Aurelio.
Nello stesso anno esce uno dei brani più noti di Franco: "Calice amaro", che spopola nelle sale da ballo. In pieno "boom" dei balli latino-americani, l'orchestra rivisita un brano tra i più significativi del suo repertorio: "I ragazzi della terza età", valzer lento del maestro Corrado Castellari trasformato da un vivace arrangiamento in una salsa dal titolo "Este momento".

### Anni duemila
Entra nella formazione un nuovo cantante di nome Roberto, che debutta con "Il Pagliaccio". 
Dal 2000 Franco Bagutti acquista popolarità grazie alla sua partecipazione fissa per ben tre stagioni televisive a Buona Domenica con Maurizio Costanzo su Canale 5, coi cantanti Marianna Lanteri e Roberto Polisano. Lavora con l'orchestra anche nei programmi Italia in musica condotto da Claudio Lippi e Maria Giovanna Elmi su TMC, Musica Maestro, Ballo, amore e fantasia e Un circo per l'estate con Emanuela Folliero, tutti e tre trasmessi da Rete 4 tra le orchestra assieme al collega Luca Canali. Ma non di sola tv è fatta l'attività del caporchestra da 300 serate all'anno, che è difatti oltre che editore, anche impresario e talent-scout. 
È in questi anni, con la collaborazione del figlio Gianmarco, responsabile della gestione e dell'immagine dell'orchestra, che l'aspetto scenico del palco diviene progressivamente l'elemento vitale per lo spettacolo.
Nel 2005 viene pubblicato il nuovo lavoro discografico "Eravamo in 19", dove il brano omonimo, scritto in collaborazione con Bruno Garino e Raimondo Rocchetti ed interpretato da Matteo Tarantino, narra della tragedia dell'attentato di Nassiriya.
Il 28 novembre 2006 l'orchestra ha festeggiato i 35 anni di attività al dancing Palabanca di Piacenza con uno spettacolo accompagnato da vari ospiti della musica da ballo e alcuni nomi della musica leggera italiana: Enrico Ruggeri, Franco Califano, Umberto Smaila e Fiordaliso.
L'orchestra in questi anni si esibisce nuovamente all'estero, presso la sala del "Hotel Hilton" nel cuore di Londra, e al teatro del Fallsview Casino Resort alle cascate del Niagara in Canada. 
Nel 2009 l'organizzazione Bagutti propone serate-concerto in diversi teatri su tutto il territorio nazionale: l'appuntamento più importante si è tenuto nel prestigioso Teatro Ariston di Sanremo, uno fra i più nobili ritrovi dello showbiz italiano. Sempre nel 2009 debutta nell'orchestra il cantante e fisarmonicista Matteo Bensi.
Con il quarantennale della formazione, Gianmarco Bagutti diventa il naturale successore del padre Franco, affiancandolo inizialmente sul palco come sassofonista, per poi ereditarne sempre di più la naturale dote di presentatore e direttore d'orchestra. Oggi è il front man dell'orchestra. Il 17 maggio 2011 avviene una nuova festa alla sala da ballo Palabanca per i quarant'anni di carriera. Fra gli ospiti si citano Fausto Leali, il cantante dei Nomadi Danilo Sacco, Gianni Nazzaro, Patrick Mittiga, e quelle voci che hanno militato nella formazione Bagutti in passato come Omar Codazzi, Marianna Lanteri, Roberto Polisano, Matteo Tarantino, presente anche il fratello minore Daniele, ospite a sorpresa, a battesimo del suo ingresso nella "famiglia" Bagutti, e alcuni colleghi, tra i quali, Pietro Galassi e Roberta Cappelletti.

## Brani musicali
Ecco alcuni dei brani più noti dell'orchestra:
- Calice amaro
- Il pagliaccio
- Viso d'angelo
- Madonnina dai riccioli d'oro
- I ragazzi della terza età
- Caro papà
- Per una donna
- Il soldato
- Vent'anni
- Treno
- Romantico sognatore
- Mille ricordi
- Amore dimmelo
- Mascherina
- Serenata
- Luna innamorata
- Er tassinaro
- Canto di primavera
- Eravamo in 19
- Un anno in più
- Voga e va
- Gondola veneziana
- Carezze
- Menestrello innamorato
- Buon compleanno
- Bianco rosso e verde
- Mari e monti
- L'universo per me

## Discografia parziale
- 1976 - Ricordo di casa mia
- 1977 - Nostalgia di mare[12]
- 1978 - Sognando e Ballando
- 1979 - Luna d'estate
- 1980 - Io ho bisogno del mare (i brani del disco sono interpretati, fra gli altri, da Fiordaliso, allora sconosciuta)[4]
- 1981 - Cocco bello
- 1982 - Canzone antica
- 1983 - Caro papà
- 1984 - Il soldato
- 1984 - Primo bacio
- 1985 - La nave va
- 1985 - I ragazzi della terza età
- 1986 - Sole sale amore mare
- 1987 - Ritorno a casa mia
- 1988 - Equatoriana
- 1989 - Luna sincera
- 1990 - Capelli d'argento
- 1990 - Non t'incazzare
- 1990 - Tutti in pista vol. 1
- 1991 - Gioventù
- 1991 - In mare (Joker, SM 4282)
- 1991 - Tutti in pista vol. 2
- 1992 - Cuore di mamma
- 1993 - Cuore alpino
- 1993 - Tutti in pista vol. 3
- 1994 - Quando una donna vuole
- 1994 - Insieme
- 1994 - Le mie canzoni più belle vol. 1
- 1994 - Pagamiento
- 1995 - Tutti in pista vol. 4
- 1996 - Le mie canzoni più belle vol. 2
- 1997 - Ritorno al futuro
- 1997 - Soy borracho
- 1998 - 25º Anniversario
- 1998 - Calice amaro
- 1999 - Il pagliaccio
- 2001 - Fiesta latina
- 2001 - Romantico sognatore
- 2002 - Bongi
- 2002 - Madre mia
- 2003 - Serenata
- 2004 - Mascherina
- 2005 - Canzoni di una volta vol. 1
- 2005 - Eravamo in 19
- 2005 - Medley Compilation vol. 1
- 2006 - 35º Anniversario
- 2007 - 35 anni di successi vol. 1
- 2008 - Gondola veneziana
- 2009 - Tutti in pista vol. 5
- 2009 - Menestrello
- 2009 - Le nostre cover vol. 1
- 2009 - 35 anni di successi vol. 2
- 2010 - Latino
- 2010 - Carezze
- 2010 - Lacrime d'argento. Valzer lento Ed. Bagutti scritto da Marco Veroni, Pietro Galassi e Gabriele Zilioli
- 2012 - I successi vol. 1
- 2012 - I successi vol. 2
- 2012 - Il vecchio gallo
- 2013 - Mari e monti
- 2015 - Caro amico mio
- 2016 - Bugiardo amore
- 2016 - I successi vol. 3
- 2016 - I successi vol. 4
- 2017 - Vivere due volte, interpretato da Alex Villani e Maicol Diaz
- 2017 - Tutti in pista vol. 6
- 2018 - Gli indimenticabili vol. 1